# 5 Herculis
5 Herculis, eller r Herculis, är en misstänkt variabel i Herkules stjärnbild.
Stjärnan har visuell magnitud +5,12 och varierar utan någon fastställd amplitud eller periodicitet.